# Todo pasa
«Todo pasa» es una canción grabada por la cantante y compositora mexicana Carla Morrison. La canción fue escrita y producida por ella misma a través de su disquera independiente Cósmica Récords. Se lanzó el 3 de noviembre de 2015 como el tercer y último sencillo de su segundo álbum de estudio Amor supremo.

## Video musical
No se lanzó ningún videoclip oficial para esta canción, sin embargo un video lírico fue publicado el 15 de mayo de 2017 en el canal de Youtube de Morrison y cuenta con más de 60 millones de reproducciones.

## Lista de canciones

### Descarga digital
| Todo pasa — Single |             |          |  |
| N.º                | Título      | Duración |  |
| 1.                 | «Todo pasa» | 5:44     |  |

### Versión acústica
| Todo pasa — Single |             |          |  |
| N.º                | Título      | Duración |  |
| 1.                 | «Todo pasa» | 5:36     |  |